# Михај Радан (лингвиста)
Михај Миља Радан (рум. Mihai Radan; Карашево, 20. септембар 1954) румунски и српски је филолог, лингвиста и професор на Западном универзитету у Темишвару.

## Биографија
Миља Радан је рођен 20. септембра 1954. године у Карашеву, округ Караш-Северин, Румунија. Основну школу је завршио у родном Карашеву, а у Темишвару гимназију у српској секцији при Лицеју бр. 1. Уписао је 1976. године Факултет за језик и књижевност на Универзитету у Букурешту, катедра за славистику, специјализација српскохрватски језик и књижевност - руски језик и књижевност. Дипломирао је 1980. године, а 1999. је докторирао са тезом Данашњи карашевски говор на Универзитету у Букурешту. Усавршавао се на разним универзитетима у иностранству, у Загребу (Загребачка славистичка школа - 1978, 1986 и 1990), Београду и Новом Саду (Међународни славистички центар - 1979, 1992 и 1994) и Софији (1995). Био је професор српског језика у основној школи у Карашеву, главни уредник часописа „Књижевни живот“ из Темишвара и главни и одговорни уредник емисије на српском језику на локалној телевизији TVT ’89, од 1991 до 1996. године. Члан је Удружења слависта Румуније, уредничких одбора часописа „Књижевни живот“ из Темишвара и „Темишварски зборник“ из Новог Сада и сарадник Матице српске од 1995. ггодине. Одговорни је уредник часописа „Проблеми словенске филологије“ (Западни универзитет у Темишвару) и од 2007. професор на Западном универзитету у Темишвару.